# Bettye LaVette

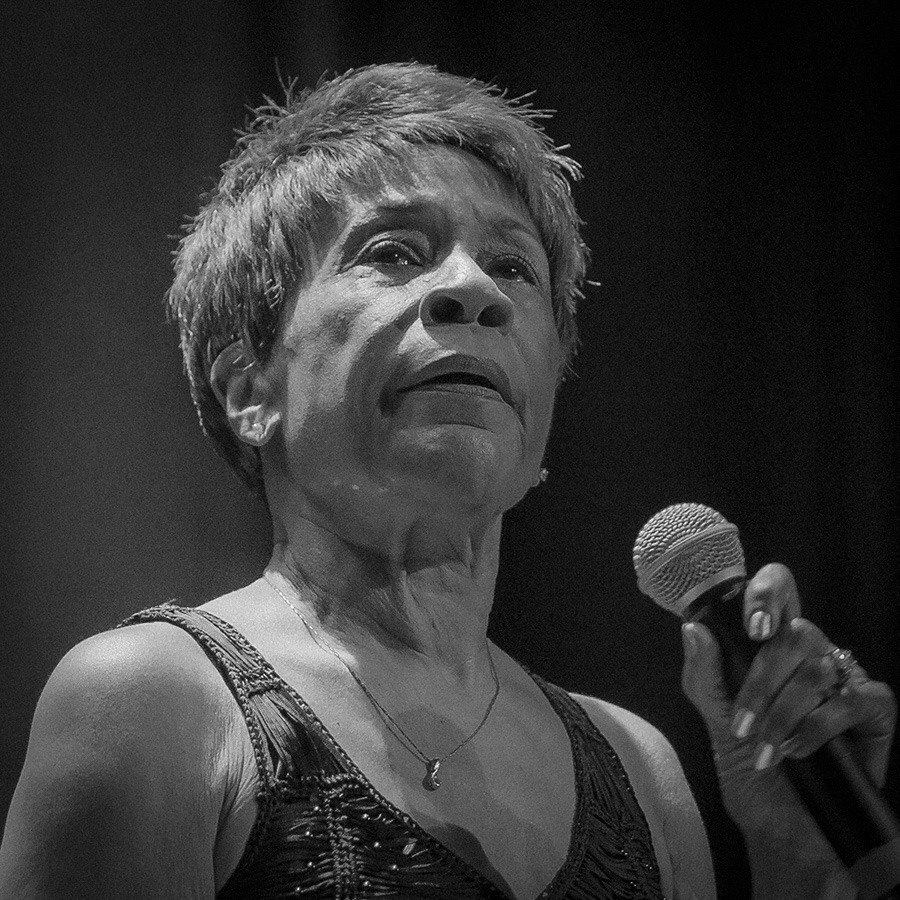
Bettye LaVette (2016)

Bettye LaVette (* 29. Januar 1946 in Muskegon, Michigan als Betty Haskin) ist eine US-amerikanische Soul-Sängerin.

## Berufliche Entwicklung
LaVette wuchs in Detroit auf, wo sie von der Musikproduzentin Johnnie Mae Matthews entdeckt wurde. Im Alter von 16 Jahren nahm sie 1962 mit Matthews My Man – He’s A Lovin’ Man auf, das ein US-weiter Hit wurde. Sie wurde mit Clyde McPhatter, Ben E. King, Barbara Lynn und Otis Redding auf Tournee geschickt, danach mit James Brown.
Nach weiteren Singles nahm LaVette 1972 ihr erstes Album Child of the Seventies auf, das jedoch nicht veröffentlicht wurde. Trotz großer Bühnenerfolge blieb ihr der Plattenerfolg versagt. Sie trat mehrere Jahre am Broadway auf und ging mit Cab Calloway auf Musical-Tournee.
Im Jahr 2000 erfuhr die Karriere von Bettye LaVette eine unerwartete Wiederbelebung, als der französische Soulsammler Gilles Petard die Originalaufnahmen von Child of the Seventies unter dem Titel Souvenirs auf den Markt brachte. LaVette bekam einen neuen Plattenvertrag, und es erschienen erfolgreiche neue Alben.

## Auszeichnungen
- 2004 erhielt LaVette einen Handy Award in der Kategorie „Comeback Blues Album of the Year“ für A Woman Like Me.
- 2006 bekam sie den Pioneer Award der Rhythm and Blues Foundation.
- Für ihr Album Thankful N’Thoughtful (Anti-/PIAS) erhielt sie den Prix Soul 2012 der französischen Académie du Jazz.[1]

## Soziales Engagement
LaVette trat beim Benefiz-Konzert „Change Begins Within“ der David Lynch Foundation for Consciousness-Based Education and World Peace am 4. April 2009 in der Radio City Music Hall, New York City, u. a. mit Paul McCartney, Ringo Starr, Donovan, Ben Harper, Sheryl Crow, Eddie Vedder und Moby auf. Mit den Konzerteinnahmen will die Stiftung sozial benachteiligten Kindern die Möglichkeit geben, Transzendentale Meditation zu erlernen.

## Diskografie

### Alben
| Jahr | Titel                                      | Höchstplatzierung, Gesamtwochen, AuszeichnungChartplatzierungen (Jahr, Titel, Platzierungen, Wochen, Auszeichnungen, Anmerkungen) | Höchstplatzierung, Gesamtwochen, AuszeichnungChartplatzierungen (Jahr, Titel, Platzierungen, Wochen, Auszeichnungen, Anmerkungen) | Höchstplatzierung, Gesamtwochen, AuszeichnungChartplatzierungen (Jahr, Titel, Platzierungen, Wochen, Auszeichnungen, Anmerkungen) | Höchstplatzierung, Gesamtwochen, AuszeichnungChartplatzierungen (Jahr, Titel, Platzierungen, Wochen, Auszeichnungen, Anmerkungen) | Anmerkungen                         |
| Jahr | Titel                                      | AT | CH | US | R&B | Anmerkungen                         |
| ---- | ------------------------------------------ | --- | --- | --- | --- | ----------------------------------- |
| 1982 | Tell Me A Lie                              | — | — | — | R&B48 (5 Wo.)R&B | Motown; CD auf Reel Music, Mai 2008 |
| 2010 | Interpretations: The British Rock Songbook | — | CH86 (1 Wo.)CH | US56 (2 Wo.)US | — |                                     |
| 2018 | Things Have Changed                        | AT49 (1 Wo.)AT | CH20 (2 Wo.)CH | — | — | Verve                               |
| 2020 | Blackbirds                                 | AT52 (2 Wo.)AT | CH46 (1 Wo.)CH | — | — | Verve                               |

grau schraffiert: keine Chartdaten aus diesem Jahr verfügbar
Weitere Alben
- Not Gonna Happen Twice – Motor City (1990) (Import CD)
- Nearer to You: The SSS Recordings – Charly (1990) (Import CD)
- The Very Best of the Motor City Recordings – Motor City (1996) (CD)
- Bluesoul Belles The Complete Calla Recordings – West Side (1999) (Import CD), EMI INT’L (2005) (Import CD)
- Souvenirs – (zuvor unveröffentlichte Atco LP von 1972), Art & Soul (2000) (Import CD)
- Bettye LaVette: Let Me Down Easy In Concert – Munich (2000) (Import CD)
- Let Me Down Easy In Concert – Munich (2001)
- A Woman Like Me – Blues Express (2003) (CD)
- Vanthology – A Tribute To Van Morrison (Verschiedene Künstler) – Evidence (2003) (CD)
  - Titel: Real Real Gone
- I’ve Got My Own Hell to Raise – Anti- (2005) (CD), Dbk Works (LP)
- Get In The Groove – Live (Verschiedene Künstler) – Norton (2005) (CD)
  - Titel: Night Time Is the Right Time, Tailfeather Finale
- The Complete Cala, Port and Roulette Recordings mit Carol Fran (2005) (Stateside Records)
- Take Another Little Piece Of My Heart: The Classic Late ’60s Memphis Recordings with The Dixie Flyers – Varese Sarabande (2006) (CD)
- Child Of The Seventies: The Complete Atlantic/Atco Recordings – Rhino Handmade (2006) (CD)
- Do Your Duty: The Complete Silver Fox/SSS Recordings – Sundazed (2006) (LP)
- What’s Going On – The Dirty Dozen Brass Band – Shoutfactory (2006) (CD)
  - Titel: What’s Happening Brother
- Song of America – Verschiedene Künstler – Thirty Tigers (2007) (CD)
  - Titel: Streets of Philadelphia
- The Scene of the Crime – Anti- (2007) (CD) (LP)
- Thankful n’ Thoughtful (2012)
- Worthy (2015)

### Singles
| Jahr | Titel Album                                            | Höchstplatzierung, Gesamtwochen, AuszeichnungChartsChartplatzierungen (Jahr, Titel, Album, Platzierungen, Wochen, Auszeichnungen, Anmerkungen) | Anmerkungen                                              |
| Jahr | Titel Album                                            | R&B | Anmerkungen                                              |
| ---- | ------------------------------------------------------ | --- | -------------------------------------------------------- |
| 1965 | Let Me Down Easy –                                     | R&B20 (8 Wo.)R&B | B-Seite: What I Don’t Know (Won’t Hurt Me) Calla 102     |
| 1969 | He Made a Woman Out Of Me –                            | R&B25 (7 Wo.)R&B | B-Seite: Nearer to You Silver Fox 17                     |
| 1970 | Do Your Duty –                                         | R&B38 (5 Wo.)R&B | B-Seite: Love’s Made a Fool Out of Me Silver Fox 21      |
| 1975 | Thank You For Loving Me –                              | R&B94 (2 Wo.)R&B | B-Seite: You Made a Believer Out of Me Epic 50143        |
| 1982 | Right In The Middle (of Falling In Love) Tell Me a Lie | R&B35 (12 Wo.)R&B | B-Seite: You’ve Seen One You’ve Seen ’em All Motown 1532 |

Weitere Singles
- My Man – He’s a Lovin’ Man/Shut Your Mouth – Atlantic 2160 (1963)
- You’ll Never Change/Here I Am – Atlantic 2198 (1963)
- Witchcraft in the Air/You Killed the Love – LuPine 123 (1963)
- (Happiness Will Cost You) One Thin Dime – Scepter (1964) (unveröffentlicht)
- I Feel Good All Over/Only Your Love Can Save Me – Calla 104 (1965)
- Cry Me a River – Calla (1965) (unveröffentlicht)
- She Don’t Love You Like I Love You – Calla (1965) (unveröffentlicht)
- I’m Just a Fool For You/Stand Up Like a Man – Calla 106 (1966)
- I’m Holding On/Tears in Vain – Big Wheel (1969, 1966)
- Almost/Love Makes The World Go Round – Karen 1540 (1968)
- Get Away/What Condition My Condition Is In – Karen 1544 (1968)
- A Little Help From My Friends/Hey Love – Karen 1545 (1969)
- Let Me Down Easy/Ticket to the Moon – Karen 1548 (1969)
- Games People Play/My Train’s Comin’ In – Silver Fox 24 (1970)
- Piece of My Heart/At the Mercy of a Man – SSS International 839 (1970)
- He Made A Woman Out Of Me/My Train’s Coming In – SSS Int’l 933 (1970)
- Let’s Go, Let’s Go, Let’s Go (w/ Hank Ballard) – SSS International 946 (um 1970)
- Hello, Sunshine (with Hank Ballard) – SSS International (um 1970) (unveröffentlicht)
- I’m In Love – Silver Fox (1970) (unveröffentlicht)
- We Got To Slip Around – SSS International (c. 1970) (unveröffentlicht)
- Easier To Say (Than Do) – SSS International (c. 1970) (unveröffentlicht)
- Never My Love/Stormy – TCA 001 (1971)
- Heart of Gold/You’ll Wake Up Wiser – Atco 6891 (1972)
- Your Turn to Cry/Soul Tambourine – Atco 6913 (1973)
- Behind Closed Doors/You’re a Man of Words, I’m a Woman of Action – Epic 50177 (1975)
- Feelings – (1978) (unveröffentlicht)
- Shoestring – (1978) (unveröffentlicht)
- Doin’ the Best I Can Pt.1/Doin’ the Best I Can Pt. 2 – West End 1213 (1978)
- I Can’t Stop/Either Way We Lose – Motown 1614 (1982)
- Trance Dance Pt.1/Trance Dance Pt. 2 – Street King (1984)
- Not Gonna Happen Twice – Motor City (1990) (nur in England veröffentlicht)
- Damn Your Eyes/Out Cold – Bar None (1997) (nur auf Kassette veröffentlicht)
- The Last Goodbye (2022, Odesza feat. Bettye LaVette, US: Gold)[5]